# Sexion d'Assaut
Sexion d'Assaut is een Frans rapformatie uit een noordoostelijk district van Parijs, genaamd La Villette. De groep is gevormd in 2002 en staat getekend bij de platenmaatschappij Wati B, eigendom van Sony Music Entertainment. De bekendste gezichten van de groep zijn Black M en Maître Gims.

## Geschiedenis
Het eerste album van deze groep, L'École des points vitaux, werd uitgebracht in 2010 en werd nummer 2 in de Franse hitlijsten. In 2010 waren ze genomineerd  bij de MTV Europe Music Awards, maar na een controversiële homofobe uitspraak van een rapper van de groep op een muziekzender werden ze uit de stemming gehaald. In maart 2012 verscheen het album L'Apogée. Dit album is diamant gecertificeerd in Frankrijk.

## Terugkeer
De groep maakte in 2022 een terugkeer met een tournée en een nieuw album (dat werd op het laatste moment geannuleerd), beide getiteld "Le Retour des Rois" (de terugkeer van de koningen). Ze traden tijdens hun tournée twee keer op in de uitverkochte Paris La Défense Arena in Parijs.

## Discografie

### Albums
| Album met hitnotering(en) in de Vlaamse Ultratop 200 albums | Datum van verschijnen | Datum van binnenkomst | Hoogste positie | Aantal weken | Opmerkingen       |
| ----------------------------------------------------------- | --------------------- | --------------------- | --------------- | ------------ | ----------------- |
| L'écrasement de tête (straat-album)                         | 2009                  | ?                     | ?               | ?            |                   |
| L'école des points vitaux                                   | 2010                  | ?                     | ?               | ?            | 3 x Platina plaat |
| En attendant l'Apogée - Les chroniques du 75                | 2011                  | ?                     | ?               | ?            | Platina plaat     |
| L'Apogée                                                    | 2012                  | 17-03-2012            | 75              | 19*          | Diamanten plaat   |
| Le Retour des Rois                                          | 2022                  |                       |                 |              |                   |

### Singles
| Single met hitnotering(en) in de Vlaamse Ultratop 50 | Datum van verschijnen | Datum van binnenkomst | Hoogste positie | Aantal weken | Opmerkingen |
| ---------------------------------------------------- | --------------------- | --------------------- | --------------- | ------------ | ----------- |
| Désolé                                               | 2010                  | 07-08-2010            | tip12           | -            |             |
| Avant qu'elle parte                                  | 2012                  | 12-05-2012            | tip57           | -            |             |
| Ma direction                                         | 2012                  | 04-08-2012            | tip7            | -            |             |
| Wati house                                           | 2012                  | 29-09-2012            | tip34           |              |             |
| Balader                                              | 2012                  | 12-01-2013            | tip72*          |              |             |